# 波多利斯克区

所在位置

波多利斯克区（俄语：Подо́льский райо́н），俄罗斯联邦莫斯科州的一个区，位于莫斯科市西南方。波多利斯克区总面积281.45平方公里，总人口82,488（2010年）。行政中心位于波多利斯克市（波多利斯克市行政上不是波多利斯克区的一部分）。